# 彼得·赫特尔
彼得·赫特尔（德語：Peter Hertel，1943年6月13日—），德国男子赛艇运动员。他曾代表德国参加1966年世界赛艇锦标赛，获得男子八人单桨有舵手金牌。他也在1965年欧洲赛艇锦标赛获得一枚银牌。